# Kateryna Tarasenko
Pour les articles homonymes, voir Tarasenko.
Kateryna Tarasenko (en ukrainien : Катерина Тарасенко, née le 6 août 1987 à Dnipropetrovsk) est une rameuse ukrainienne.

## Carrière
En 2008, associée à Yana Dementyeva, elle devient championne d'Europe en deux de couple.
L'année suivante, elle fait partie du huit ukrainien qui remporte la médaille de bronze aux Championnats d'Europe organisés à Brest, en Biélorussie.
Kateryna Tarasenko s'oriente ensuite vers le quatre de couple. Elle remporte le titre européen en 2010 et 2011, ainsi qu'une médaille d'argent aux Championnats du monde d'aviron 2010, aux côtés de Olena Buryak, Anastasiia Kozhenkova et Yana Dementyeva, derrière le bateau britannique.
Au titre de sa saison 2010, l'équipage ukrainien de quatre de couple féminin, auquel appartient Kateryna Tarasenko, est élu « Meilleure équipe de l'année » lors de la cérémonie des Héros du sport ukrainien 2010.
Aux Jeux olympiques d'été de 2012 à Londres, elle obtient avec Natalia Dovgodko, Anastasia Kozhenkova et Yana Dementieva la médaille d'or de quatre de couple.
Tarasenko a reçu l'Ordre du mérite en 2012.

## Famille
Tarasenko est mariée à Ivan Futryk, rameur et champion d'Europe. Ils ont deux enfants.

## Palmarès
| Date | Compétition           | Lieu             | Résultat | Épreuve                |
| ---- | --------------------- | ---------------- | -------- | ---------------------- |
| 2008 | Jeux olympiques       | Pékin            | 7e       | Deux de couple (W2x)   |
| 2008 | Championnats d'Europe | Marathon         | 1re      | Deux de couple (W2x)   |
| 2009 | Championnats d'Europe | Brest            | 3e       | Huit (W8+)             |
| 2010 | Championnats d'Europe | Montemor-o-Velho | 1re      | Quatre de couple (W4x) |
| 2010 | Championnats du monde | Hamilton         | 2e       | Quatre de couple (W4x) |
| 2011 | Championnats du monde | Bled             | 6e       | Quatre de couple (W4x) |
| 2011 | Championnats d'Europe | Plovdiv          | 1re      | Quatre de couple (W4x) |
| 2012 | Jeux olympiques       | Londres          | 1re      | Quatre de couple (W4x) |